# ブラックホール唯一性定理
ブラックホール唯一性定理 (ブラックホールゆいいつせいていり、black hole uniqueness theorem) は、一般相対性理論のアインシュタイン方程式が解として与えるブラックホール計量に対する定理である。軸対称定常解はカー解（カー・ブラックホール）になることを示す。
宇宙検閲仮説と共に考えれば、自然界に存在する定常ブラックホールは、カー解であることを示す。また、ブラックホール脱毛定理と共に考えれば、自然界で形成されるブラックホールがカー計量に落ち着いていくことが結論される。

## 静的（static）な時空に対して
静的時空におけるブラックホール唯一性定理 (Israel, 1967)
アインシュタイン方程式の真空で静的な解のうち、次の3つの条件を満たすものは、球対称であり、シュヴァルツシルト解に一致する。
1. 漸近的に平坦。
2. 事象の地平線を持つ。
3. 事象の地平線上か外側に時空特異点を持たない。

なお、この条件のもとで、さらに電磁場まで含むものとすれば、解はライスナー・ノルドシュトロム解になることが示される。
参考までに、バーコフの定理 として知られる定理を次に併記しておく。
バーコフの定理 (Birkoff, 1923)
球対称の真空解は、（静的という仮定をしなくても）シュヴァルツシルド解に一致する。

## 定常（stationary）な時空に対して
いくつかのヴァージョンがあるが、次のものを記載する。
定常的時空におけるブラックホール唯一性定理 (Cartar, 1971)
アインシュタイン方程式の真空・軸対称で定常な解のうち、次の条件を満たすものは、カー解に一致する。
1. 漸近的に平坦。
2. 同相、事象の地平線の外側は{\displaystyle S^{2}\times R^{2}}と同相。
3. 事象の地平線上か外側に時空特異点を持たない。

なお、この条件のもとで、さらに電磁場まで含むものとすれば、解はカー・ニューマン解になることが示される。